# Kirgizistan vid världsmästerskapen i friidrott 2022
Kirgizistan tävlade vid världsmästerskapen i friidrott 2022 i Eugene i USA mellan den 15 och 24 juli 2022. Kirgizistan hade en trupp på en idrottare.

## Resultat

### Herrar
Gång- och löpgrenar
| Idrottare             | Gren        | Försöksheat | Försöksheat | Final            | Final            |
| Idrottare             | Gren        | Resultat    | Placering   | Resultat         | Placering        |
| --------------------- | ----------- | ----------- | ----------- | ---------------- | ---------------- |
| Nursultan Keneshbekov | 5 000 meter | 14.15,59    | 39          | Gick inte vidare | Gick inte vidare |